# Centro Universitario del Norte
El Centro Universitario del Norte (CUNorte) es una entidad académica de la Universidad de Guadalajara (UdeG) ubicada en Colotlán, Jalisco, México. Este centro universitario ofrece una variedad de programas académicos en distintas disciplinas.
Los centros universitarios en el sistema de la Universidad de Guadalajara funcionan como unidades académicas descentralizadas que proporcionan educación superior en diferentes regiones. Cada centro universitario suele tener su propia oferta de programas académicos, instalaciones y personal administrativo.

## Historia
En enero del año 2000, el Rector General de la Universidad de Guadalajara, el Dr. Víctor Manuel González Romero, convocó a un grupo representativo de universitarios, compuesto por funcionarios y académicos destacados, para formar el Comité de Planeación encargado de diseñar la creación de los Centros Universitarios del Norte y Valles. La iniciativa de crear estos centros fue parte de un proceso que comenzó en 1989 con el objetivo de consolidar la Red Universitaria en Jalisco.
El Comité de Planeación tuvo como tarea principal analizar la necesidad y viabilidad de crear estos centros universitarios en el mismo año 2000. Para llevar a cabo esta tarea, se formaron comisiones con encomiendas específicas, y los resultados y opiniones de estas comisiones se compartieron con el pleno del Comité. A medida que avanzaban las reuniones, el número de integrantes del Comité se amplió, enriqueciendo así los puntos de vista y opiniones.
La propuesta final del Comité fue la creación de los Centros Universitarios del Norte y Valles, con una misión centrada en el desarrollo de la educación a distancia y la colaboración intercentros para fortalecer la Red Universitaria en Jalisco. Este enfoque sugiere una estrategia integral para expandir la presencia y la calidad educativa de la Universidad de Guadalajara, aprovechando la colaboración entre los diferentes centros universitarios.

## Oferta Educativa
Lo siguiente
 Licenciatura
- Abogado
- Administración
- Agronegocios
- Antropología
- Contaduría Pública
- Educación
- Educación Indígena
- Enfermería
- Ingeniería en Electrónica y Computación
- Ingeniería en Mecánica Eléctrica
- Nutrición
- Psicología
- Turismo

Maestría
- Administración de Negocios
- Antropología
- Derecho
- Estudios Transdisciplinares en Ciencia y Tecnología
- Salud Pública
- Tecnologías para el Aprendizaje